# Citropsis le-testui
Citropsis le-testui là một loài thực vật có hoa trong họ Cửu lý hương. Loài này được Pellegr. mô tả khoa học đầu tiên năm 1921.